# Литвишко Олександр Вікторович
Олекса́ндр Ві́кторович Литвишко — старший лейтенант міліції МВС України, учасник російсько-української війни.

## Нагороди
За особисту мужність і героїзм, виявлені у захисті державного суверенітету та територіальної цілісності України, вірність військовій присязі
- нагороджений орденом Данила Галицького (27.5.2015).